# Вице-президент Узбекистана
Ви́це-президе́нт Респу́блики Узбекиста́н — второе по важности и уровню (после президента Узбекистана) государственное должностное лицо и должность в Узбекской Советской Социалистической Республике и впоследствии в Республике Узбекистан с 24 марта 1990 года по 13 января 1992 года. 
Основной функцией вице-президента Узбекистана заключалась в том, что он временно, до проведения внеочередных выборов сменял президента Узбекистана в случае его тяжелой болезни, смерти, отставки или отречения от должности. Также вице-президент Узбекистана заменял главу государства в момент, когда президент Узбекистана временно покидал территорию Узбекистана для посещения иностранных государств по государственным или частным делам. Одновременно, вице-президент Узбекистана совместно с президентом возглавлял Кабинет министров (ранее Совет министров) республики, так как в период существования в Узбекистане должности вице-президента, должность премьер-министра отсутствовала. 
Должность вице-президента была введена в день избрания на сессии Верховного Совета Узбекской ССР Ислама Абдуганиевича Каримова президентом Узбекской ССР 24 марта 1990 года. Узбекистан стал первой союзной республикой, которая ввела должности президента и вице-президента. Единственным человеком, который становился вице-президентом Узбекистана является Шукурулла Рахматович Мирсаидов, который до появления этой должности являлся председателем Совета министров Узбекской ССР и также являлся одним из первых лиц в республике. После скандального упразднения должности вице-президента 8 января 1992 года под давлением президента Ислама Каримова из-за оппозиционных и продемократических и либеральных позиций Шукуруллы Мирсаидова, в стране взамен была введена должность премьер-министра, которую занял более лояльный президенту Абдулхашим Муталович Муталов.